# 瀬木潔
瀬木 潔（せぎ きよし、1941年 - 2021年2月3日）は、日本の実業家、ジャーナリスト。信濃毎日新聞社専務取締役、長野放送副社長を歴任。

## 略歴
長野県上伊那郡辰野町出身。長野県諏訪清陵高等学校を経て、東北大学文学部卒業。信濃毎日新聞社入社。同社松本本社代表、同社常務取締役、同社専務取締役、同社監査役を経て、長野放送副社長。長野県バレーボール協会会長。

## 著書
- 『地元紙総括 信濃毎日新聞に聞く--手応え十分の新「号外」発行体制』  ニューメディア 1998年